# Fryderyk Hohenzollern (1497–1536)
Fryderyk Hohenzollern (ur. 17 stycznia 1497 w Ansbach, zm. 20 sierpnia 1536 w Genui) – proboszcz w Würzburgu, pierwszy protestant w rodzie Hohenzollernów.
Był synem Fryderyka Starszego, margrabiego brandenburskiego na Ansbach i Bayreuth i Zofii Jagiellonki. Przeznaczony przez rodziców do stanu duchownego, został proboszczem w Würzburgu. Później jednak zdecydował się porzucić stan duchowny, zostając jednocześnie pierwszym protestantem w rodzie Hohenzollernów.